# Paral·lel 26° sud
El paral·lel 26° sud és una línia de latitud que es troba a 26 graus sud de la línia equatorial terrestre. Travessa l'oceà Atlàntic, l'Àfrica, l'Oceà Índic, l'Australàsia, l'Oceà Pacífic i Amèrica del Sud.

## Geografia
En el sistema geodèsic WGS84, al nivell de 26° de latitud sud, un grau de longitud equival a 100,117 km; la longitud total del paral·lel és de 36.042 km, que és aproximadament 90,0% de la de l'equador, del que es troba a 2.877 km i a 7.125 km del pol Sud

## Arreu del món
A partir del Meridià de Greenwich i cap a l'est, el paral·lel 26° sud passa per: 
| Coordenades                               | País. Territori o mar | Notes |
| ----------------------------------------- | --------------------- | --- |
| 26° 0′ S, 0° 0′ E / 26.000°S,0.000°E      | Oceà Atlàntic         | |
| 26° 0′ S, 14° 57′ E / 26.000°S,14.950°E   | Namíbia               | |
| 26° 0′ S, 20° 0′ E / 26.000°S,20.000°E    | Sud-àfrica            | Cap Septentrional |
| 26° 0′ S, 20° 49′ E / 26.000°S,20.817°E   | Botswana              | |
| 26° 0′ S, 22° 43′ E / 26.000°S,22.717°E   | Sud-àfrica            | Nord-oest Gauteng - passa al nord de Johannesburg Mpumalanga |
| 26° 0′ S, 31° 6′ E / 26.000°S,31.100°E    | Eswatini              | |
| 26° 0′ S, 32° 34′ E / 26.000°S,32.567°E   | Moçambic              | |
| 26° 0′ S, 32° 34′ E / 26.000°S,32.567°E   | Oceà Índic            | Badia Delagoa - passa al sud de Maputo, Moçambic |
| 26° 0′ S, 32° 55′ E / 26.000°S,32.917°E   | Moçambic              | Illa d'Inhaca |
| 26° 0′ S, 32° 59′ E / 26.000°S,32.983°E   | Oceà Índic            | |
| 26° 0′ S, 113° 6′ E / 26.000°S,113.100°E  | Austràlia             | Austràlia Occidental – Illa Dirk Hartog |
| 26° 0′ S, 113° 11′ E / 26.000°S,113.183°E | Badia dels Taurons    | |
| 26° 0′ S, 113° 33′ E / 26.000°S,113.550°E | Austràlia             | Austràlia Occidental – Península Peron |
| 26° 0′ S, 113° 43′ E / 26.000°S,113.717°E | Badia dels Taurons    | L'Haridon Bight |
| 26° 0′ S, 113° 52′ E / 26.000°S,113.867°E | Austràlia             | Austràlia Occidental – Península Peron |
| 26° 0′ S, 113° 54′ E / 26.000°S,113.900°E | Badia dels Taurons    | Hamelin Pool |
| 26° 0′ S, 114° 11′ E / 26.000°S,114.183°E | Austràlia             | Austràlia Occidental frontera Austràlia Occidental / Territori del Nord (~127 metres a Surveyor Generals Corner al meridià 129 a l'est) Frontera Territori del Nord / Austràlia Meridional Frontera Austràlia Meridional / Queensland (des de Poeppel Corner al meridià 138 a l'est) Queensland (des de Haddon Corner al meridià 141 a l'est) |
| 26° 0′ S, 153° 9′ E / 26.000°S,153.150°E  | Mar del Corall        | |
| 26° 0′ S, 163° 44′ E / 26.000°S,163.733°E | Oceà Pacífic          | |
| 26° 0′ S, 70° 38′ O / 26.000°S,70.633°O   | Xile                  | |
| 26° 0′ S, 68° 26′ O / 26.000°S,68.433°O   | Argentina             | |
| 26° 0′ S, 57° 51′ O / 26.000°S,57.850°O   | Paraguai              | |
| 26° 0′ S, 54° 41′ O / 26.000°S,54.683°O   | Argentina             | |
| 26° 0′ S, 53° 48′ O / 26.000°S,53.800°O   | Brasil                | Paraná Santa Catarina |
| 26° 0′ S, 48° 36′ O / 26.000°S,48.600°O   | Oceà Atlàntic         | |

## Austràlia

El paral·lel 26° sud paral·lel defineix la frontera nord d'Austràlia Meridional amb el Territori del Nord i Queensland.

A Austràlia, la frontera més septentrional de l'Austràlia Meridional i la frontera més meridional del Territori del Nord es defineixen per paral·lel 26° sud.
A més, el paral·lel 26° sud també defineix una secció d'aproximadament 127 metres de la frontera d'Austràlia Occidental / Territori del Nord al Surveyor Generals Corner degut a inexactituds en la dècada de 1920 per a la fixació de posicions sota les limitacions de la tecnologia disponible.
El paral·lel també defineix part de la frontera entre Queensland i Australia Meridional entre els meridians 138 i  141 a l'est.